# Kalmasaari (ö i Södra Karelen, Imatra, lat 61,33, long 28,47)
Kalmasaari är en ö i Finland. Den ligger i sjön Saimen och i kommunen Ruokolax i den ekonomiska regionen  Imatra ekonomiska region  och landskapet Södra Karelen, i den södra delen av landet, 230 km nordost om huvudstaden Helsingfors. Öns area är 2,1 hektar och dess största längd är 310 meter i sydväst-nordöstlig riktning.